# Kinsol-Eisenbahnbrücke
Die Kinsol-Eisenbahnbrücke (offiziell Kinsol Trestle oder auch Koksilah River Trestle) ist eine hölzerne Trestle-Brücke in der kanadischen Provinz British Columbia. Die Brücke ist seit 2009 ein Kulturdenkmal und wurde ursprünglich für den Eisenbahnverkehr der Canadian Northern Pacific Railway (CNoPR), einer Tochtergesellschaft der Canadian Northern Railway (CNoR), gebaut. Die Brücke auf Vancouver Island überbrückt bei Shawnigan Lake, im Cowichan Valley Regional District den Koksilah River.
Begonnen wurde mit dem Bau der Brücke 1911. In den Jahren 1914–1916 ruhte der Bau wegen des Ersten Weltkriegs jedoch. Offiziell fertiggestellt wurde die Brücke dann im Jahr 1920. Nachdem der Eisenbahnverkehr über die Brücke 1979, nach fast 60 Jahren Nutzung, eingestellt worden war und ab 1984 keine Wartung mehr erfolgt war, verfiel sie zusehends. Nach ihrer Rekonstruktion wurde sie am 27. Juli 2011 wiedereröffnet. Sie ist heute Teil des Cowichan Valley Trails, einem Abschnitt des Trans Canada Trail.

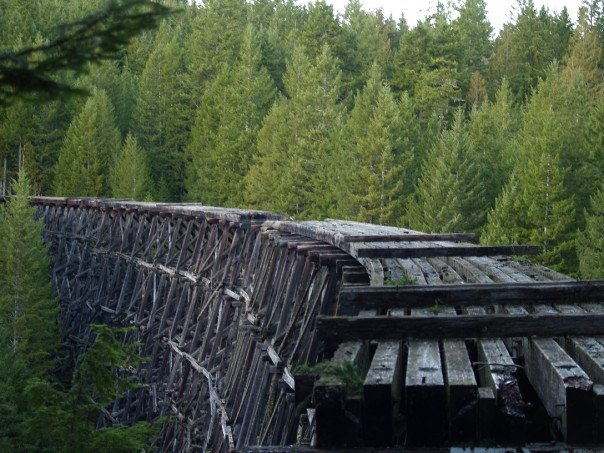
Zustand vor der Rekonstruktion
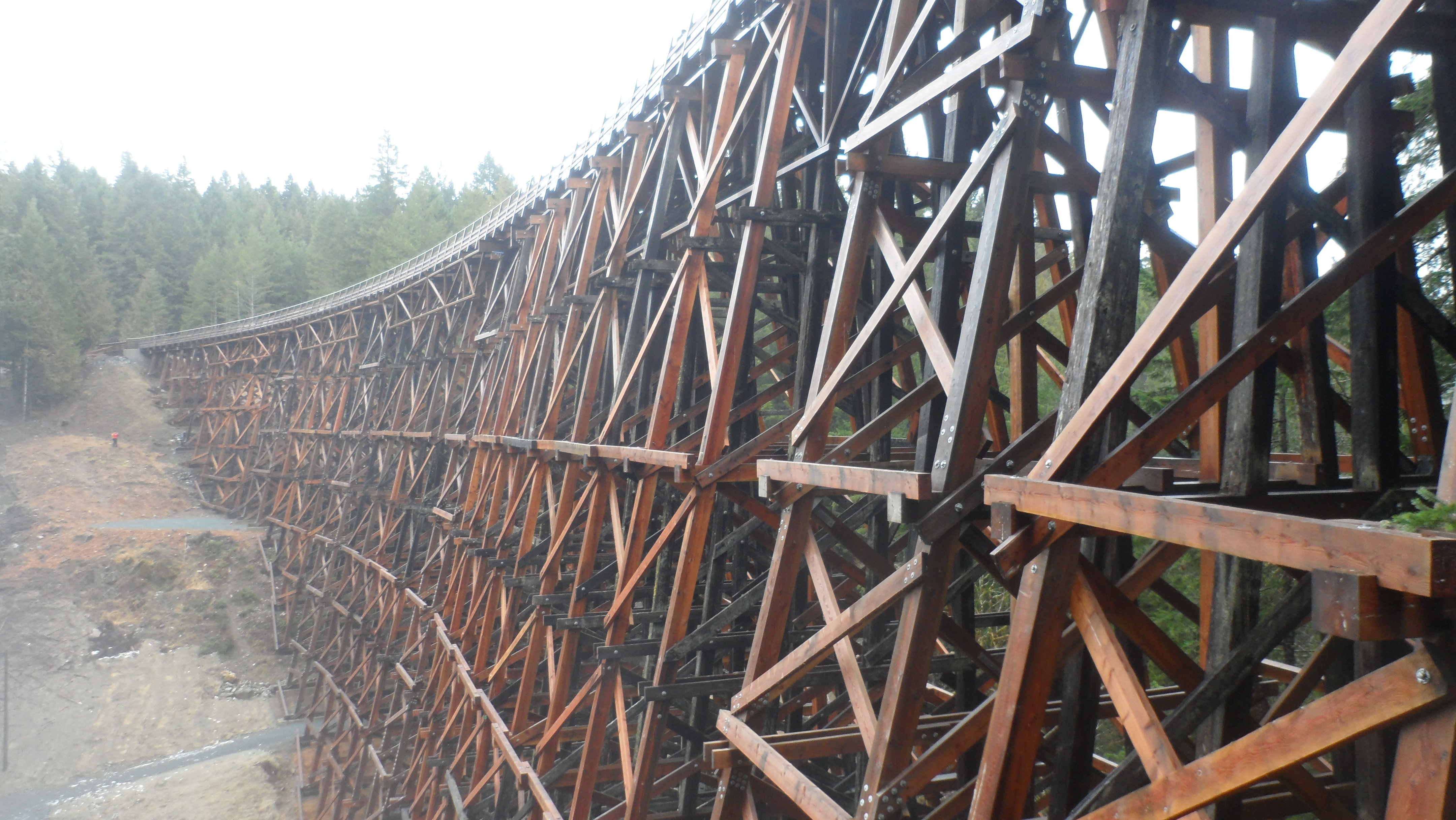
Nach der Rekonstruktion – Blick Richtung Norden
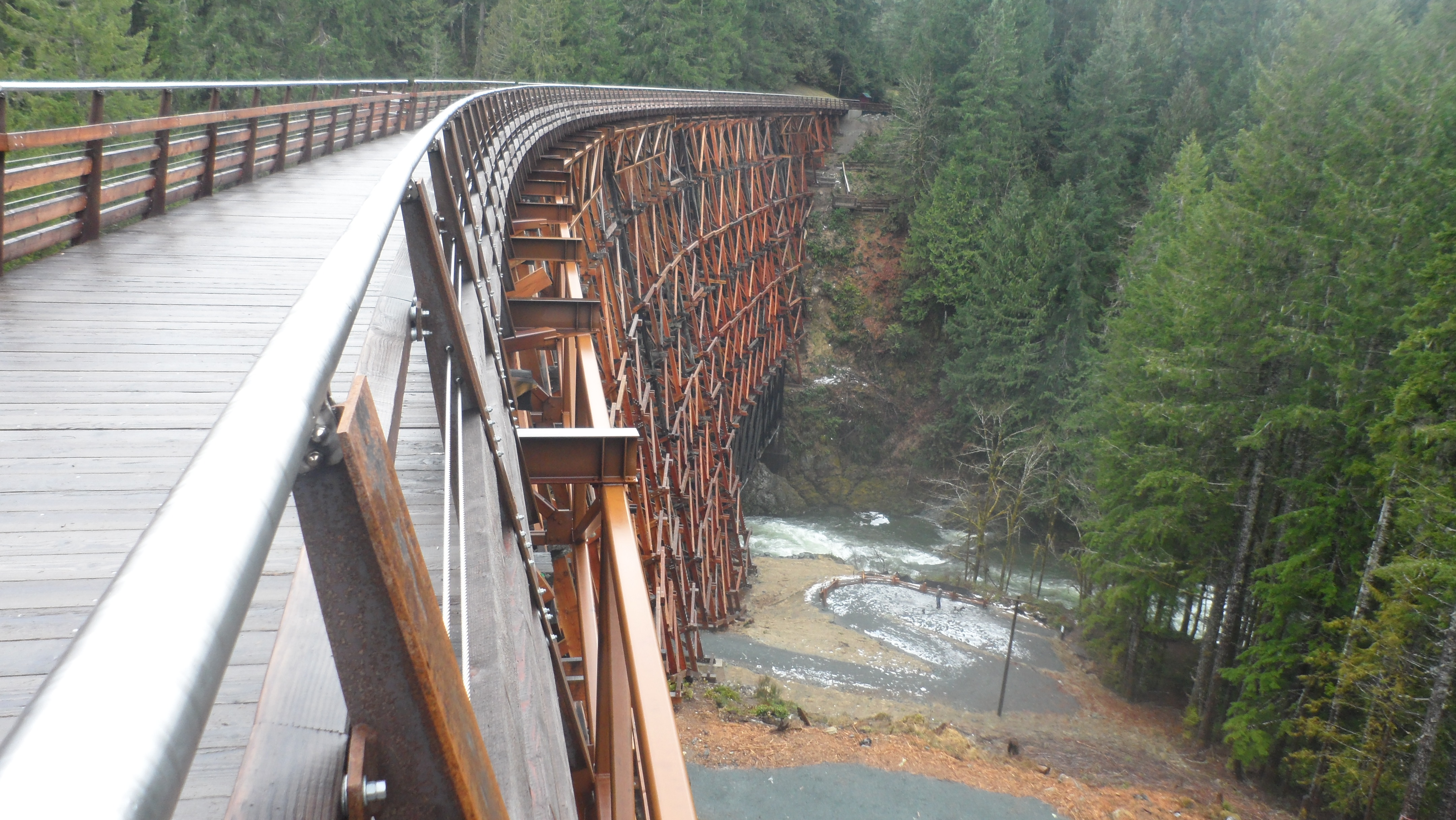
Nach der Rekonstruktion – Blick Richtung Süden
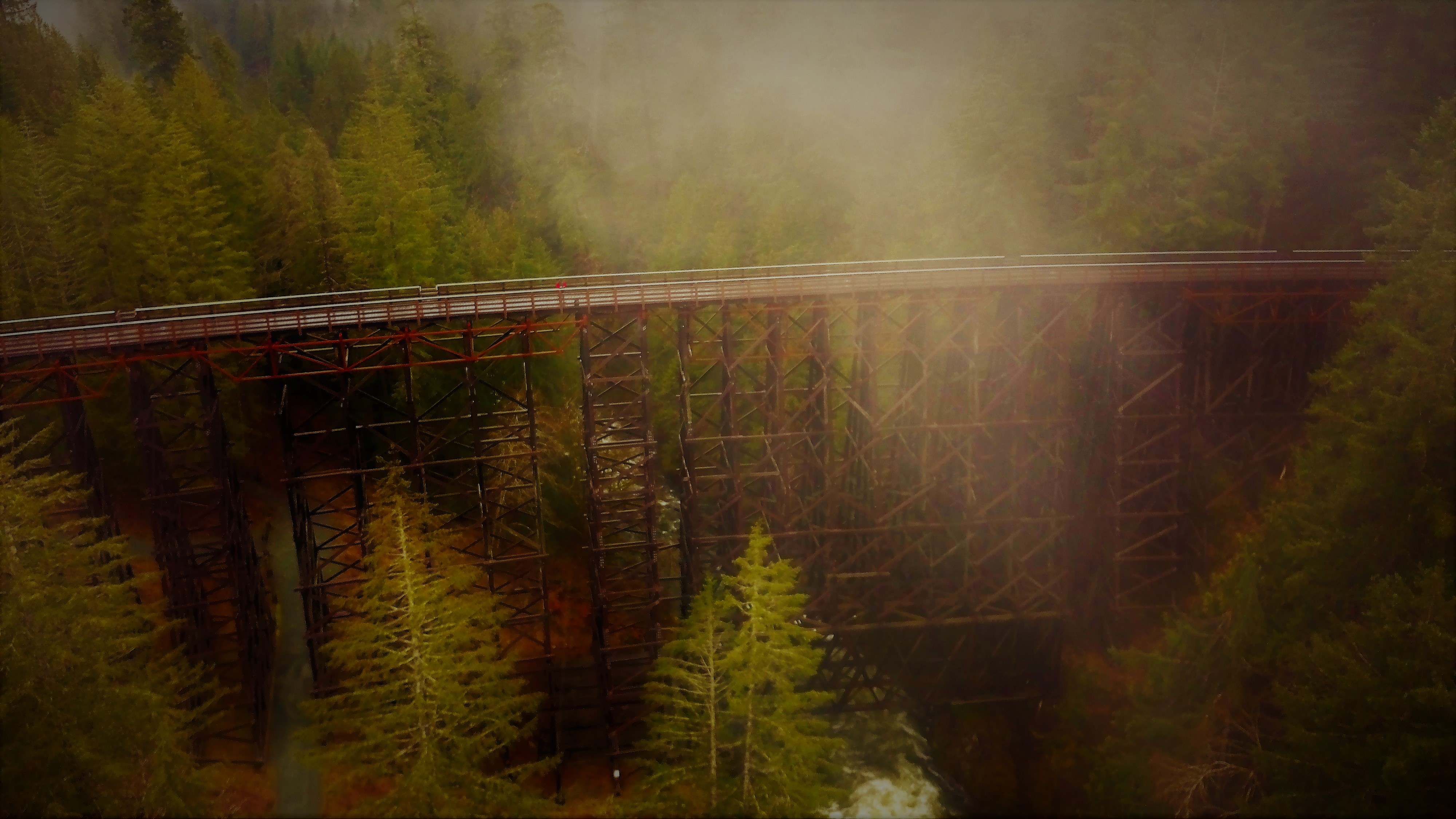
Blick auf die Brücke von einer Drohne